# Zabójcy (film 1964)
Zabójcy (ang. The Killers) – amerykański film kryminalny z 1964 roku w reżyserii Dona Siegela, wyprodukowany przez Universal Studios na podstawie powieści Ernesta Hemingwaya pt. „The Killers”. Była to druga adaptacja tego utworu; poprzednią byli Zabójcy (1946) Roberta Siodmaka z udziałem Burta Lancastera i Avy Gardner.
Główne role w filmie zagrali Lee Marvin, John Cassavetes, Angie Dickinson i Ronald Reagan. Była to ostatnia rola Reagana przed rozpoczęciem kariery politycznej i jedyny film, w którym zagrał czarny charakter. Zdjęcia do filmu kręcono w Los Angeles i Nowym Orleanie.

## Fabuła
Film typu noir opowiadający historię dwóch płatnych zabójców, którzy chcą się dowiedzieć, dlaczego człowiek, którego zabili ostatnim razem (kierowca wyścigowy), okazał się łatwą ofiarą.

## Obsada
- Lee Marvin - Charlie Strom
- Angie Dickinson - Sheila Farr
- John Cassavetes - Johnny North
- Clu Gulager - Lee
- Claude Akins - Earl Sylvester
- Norman Fell(inne języki) - Mickey Farmer
- Ronald Reagan - Jack Browning
- Virginia Christine - panna Watson
- Don Haggerty - kierowca ciężarówki